# Salih Özcan
Salih Özcan (Colônia, 11 de janeiro de 1998) é um futebolista profissional turco nascido na Alemanha que atua como volante. Atualmente joga pelo Wolfsburg, emprestado pelo Borussia Dortmund.

## Carreira

### 1. FC Köln
Salih Özcan começou a carreira no Köln.

### Borussia Dortmund
No dia 23 de maio de 2022, Özcan foi anunciado como reforço do Borussia Dortmund, com contrato válido até 2026.

## Títulos

### Prêmios individuais
- 39º melhor jovem do ano de 2017 pela revista FourFourTwo[5]